# Pays-Bas aux Jeux olympiques d'été de 1956
Les Pays-Bas font partie des nations qui ont boycotté les Jeux olympiques d'été de 1956 à Melbourne (Australie) pour protester contre l'invasion de la Hongrie par les soviétiques. D'autres pays boycotteront également ces jeux pour d'autres raisons.
Toutefois, les épreuves équestres des Jeux ont lieu à Stockholm, en Suède, cinq mois plus tôt du 10 au 17 juin 1956, en raison des règles de quarantaine australiennes, et un cavaliers néerlandais a participé aux épreuves de dressage. Il s'agit du colonel Alexis Pantchoulidzew, ami du prince Bernhard de Lippe-Biesterfeld qui fut autorisé à concourir mais en payant l'ensemble des dépenses pour sa participation. Il est alors âgé de 67 ans, ce qui en fait un des olympiens les plus agés en compétition et il sera le premier participant à ouvrir le concours.

## Résultats par événement

### Équitation
| Athlète               | Cheval | Programme           | Compétition | Compétition |
| Athlète               | Cheval | Programme           | Rang        | Total       |
| --------------------- | ------ | ------------------- | ----------- | ----------- |
| Alexis Pantchoulidzew | Lascar | Dressage Individuel | 586.50      | 28e         |